# Giải đua ô tô Công thức 1 Singapore 2023
Giải đua ô tô Công thức 1 Singapore 2023 (tên chính thức là Formula 1 Singapore Airlines Singapore Grand Prix 2023) là một chặng đua Công thức 1 được tổ chức vào ngày 17 tháng 9 năm 2023 tại trường đua đường phố Marina Bay, Singapore, và là chặng đua thứ 15 của giải đua xe Công thức 1 2023.

## Bối cảnh
Williams tham gia chặng đua này và hai chặng đua tiếp theo với màu sơn đặc biệt của nhà tài trợ Gulf Pro. McLaren cũng xuất hiện với màu sơn đặc biệt cùng với đối tác OKX của họ.

### Bảng xếp hạng trước cuộc đua
Sau giải đua ô tô Công thức 1 Ý, Max Verstappen dẫn đầu trước Sergio Pérez (219 điểm) và Fernando Alonso (170 điểm) trong bảng xếp hạng các tay đua với 364 điểm. Trong bảng xếp hạng các đội đua, Red Bull Racing dẫn đầu trước Mercedes (273 điểm) và Ferrari (228 điểm) với 583 điểm.

### Lựa chọn bộ lốp
Nhà cung cấp lốp xe Pirelli cung cấp các bộ lốp hạng C3, C4 và C5 (được chỉ định lần lượt là cứng, trung bình và mềm) để các đội sử dụng tại sự kiện này.

### Thay đổi tay đua
Liam Lawson tiếp tục thay thế tay đua AlphaTauri Daniel Ricciardo tại cuộc đua này cho đến khi Ricciardo bình phục sau khi xương bàn tay trái của Ricciardo bị gãy trong buổi tập thứ hai của giải đua ô tô Công thức 1 Hà Lan.

### Thay đổi hình dạng đường đua
Đối với giải đua xe Công thức 1 2023, hình dạng đường đua đã được thay đổi giữa khu vực thứ hai và thứ ba do công trình liên quan đến cảnh quan thành phố. Đoạn giữa khúc cua số 16 và khúc cua số 19 bị bỏ qua khiến chiều dài đường đua bị làm giảm xuống 137 mét so với chiều dài chính thức. Số vòng đua dự kiến sẽ tăng từ 61 lên 62 để đạt được độ dài 305 km theo quy định.

## Tường thuật

### Buổi tập
Trong buổi tập đầu tiên, Charles Leclerc lập thời gian nhanh nhất với 1:33,350 phút trước Carlos Sainz jr. và Max Verstappen.
Trong buổi tập thứ hai, Sainz jr. lập thời gian nhanh nhất với 1:32,138 phút trước Leclerc và George Russell.
Trong buổi tập thứ ba, Sainz jr. lập thời gian nhanh nhất với 1:32,355 phút trước Russell và Lando Norris.

### Vòng phân hạng
Vòng phân hạng bao gồm ba phần với thời gian tổng cộng là 45 phút. Trong phần đầu tiên (Q1), các tay đua có 18 phút để tiếp tục tham gia phần thứ hai vòng phân hạng. Tất cả các tay đua đạt được thời gian trong phần đầu tiên với thời gian tối đa 107% thời gian nhanh nhất được phép tham gia cuộc đua. 15 tay đua nhanh nhất lọt vào phần tiếp theo. Yuki Tsunoda là tay đua nhanh nhất phần này. Sau Q1 kết thúc, cả hai tay đua Alfa Romeo, Oscar Piastri, Logan Sargeant và Lance Stroll bị loại. Q1 kết thúc sau khi Lance Stroll va chạm vào hàng rào của đường đua ở khúc cua cuối cùng.
Phần thứ hai (Q2) kéo dài 15 phút và mười tay đua nhanh nhất của phần này đi tiếp vào phần thứ ba của vòng phân hạng. Sainz jr. là tay đua nhanh nhất phần này. Sau khi Q2 kết thúc, cả hai tay đua Red Bull Racing, Pierre Gasly, Alexander Albon và Yuki Tsunoda bị loại. Đây là lần đầu tiên cả hai tay đua Red Bull Racing bị loại khỏi Q2 kể từ tháng 9 năm 2018. Ngoài ra, Liam Lawson chính thức lọt vào Q3 lần đầu tiên trong sự nghiệp Công thức 1 của anh sau khi loại Verstappen khỏi Q2.
Phần cuối cùng (Q3) kéo dài mười hai phút, trong đó mười vị trí xuất phát đầu tiên được xác định sẵn. Sainz jr. giành vị trí pole với thời gian là 1:20,294 phút trước Russell và Leclerc. Đây là vị trí pole thứ hai liên tiếp của Sainz jr. trong mùa giải này kể từ chặng đua trước đó ở Ý và cũng là vị trí pole thứ năm trong sự nghiệp Công thức 1 của anh.

### Cuộc đua
Trước cuộc đua, Chu Quán Vũ bắt đầu cuộc đua từ làn pit do thay đổi đơn vị năng lượng.
Khi cuộc đua bắt đầu, Sainz Jr. giữ vị trí dẫn đầu trong khi đồng đội Leclerc, xuất phát với bộ lốp mềm, đã vượt lên dẫn trước Russell để giành vị trí thứ hai. Sau khi va chạm với Sergio Pérez, Tsunoda đã phải bỏ cuộc sớm trong cuộc đua. Vào vòng đua thứ 19, Logan Sargeant đâm vào rào chắn, gãy mũi xe và kích hoạt giai đoạn xe an toàn. Anh đã có thể vào làn pit trong khi xe của anh phun ra các mảnh vỡ xuống đường đua. Đáng chú ý, Red Bull Racing đã chọn không cho cả hai tay đua của họ vào làn pit để đổi bộ lốp mới hơn. Do vậy, cả hai đều bị Russell, Norris và Lewis Hamilton vượt qua sau khi giai đoạn xe an toàn kết thúc. Vài vòng đua sau đó, Verstappen và Pérez vào làn pit và bị tụt xuống các vị trí cuối cùng.
Ở vòng đua thứ 43, Esteban Ocon dừng lại trên đường do sự cố hộp số ở vị trí thứ 6 và anh kích hoạt giai đoạn xe an toàn ảo. Mercedes đã tận dụng giai đoạn này để đổi lốp mới cho hai tay đua của họ. Khi cuộc đua bước vào những vòng đua cuối cùng, Sainz bắt đầu đưa Norris DRS, nói rằng việc bảo vệ khỏi chiếc Mercedes là "có mục đích". Russell và Hamilton đều vượt qua Leclerc, thế nhưng, họ không thể vượt qua Sainz và Norris. Ở vòng đua cuối cùng, Russell đã tông vào tường và làm gãy hệ thống treo lốp sau và những hy vọng lên bục vinh quang của anh đã bị chấm dứt.
Sainz giành chiến thắng cuộc đua này sau khi dẫn đầu toàn bộ cuộc đua trước Norris và Hamilton. Đây là chiến thắng đầu tiên của anh trong mùa giải này kể từ giải đua ô tô Công thức 1 Anh 2022 và cũng là chiến thắng đầu tiên của Ferrari kể từ giải đua ô tô Công thức 1 Áo 2022. Thêm vào đó, Sainz và Ferrari đã kết thúc chuỗi 15 chiến thắng của Max Verstappen và Red Bull Racing. Các tay đua còn lại ghi điểm trong cuộc đua này là Leclerc, Verstappen, Gasly, Piastri, Pérez, Lawson và Kevin Magnussen.

## Kết quả

### Vòng phân hạng
| Vị trí                   | Số xe | Tay đua          | Đội đua                      | Q1       | Q2                  | Q3       | Vị trí xuất phát |
| ------------------------ | ----- | ---------------- | ---------------------------- | -------- | ------------------- | -------- | ---------------- |
| 1                        | 55    | Carlos Sainz Jr. | Ferrari                      | 1:32,339 | 1:31,439            | 1:30,984 | 01               |
| 2                        | 63    | George Russell   | Mercedes                     | 1:32,331 | 1:31,743            | 1:31,056 | 02               |
| 3                        | 16    | Charles Leclerc  | Ferrari                      | 1:32,406 | 1:32,012            | 1:31,063 | 03               |
| 4                        | 4     | Lando Norris     | McLaren-Mercedes             | 1:32,483 | 1:31,951            | 1:31,270 | 04               |
| 5                        | 44    | Lewis Hamilton   | Mercedes                     | 1:32,651 | 1:32,019            | 1:31,485 | 05               |
| 6                        | 20    | Kevin Magnussen  | Haas-Ferrari                 | 1:32,242 | 1:31,892            | 1:31,575 | 06               |
| 7                        | 14    | Fernando Alonso  | Aston Martin Aramco-Mercedes | 1:32,584 | 1:31,835            | 1:31,615 | 07               |
| 8                        | 31    | Esteban Ocon     | Alpine-Renault               | 1:32,369 | 1:32,089            | 1:31,673 | 08               |
| 9                        | 27    | Nico Hülkenberg  | Haas-Ferrari                 | 1:32,100 | 1:31,994            | 1:31,808 | 09               |
| 10                       | 40    | Liam Lawson      | AlphaTauri-Honda RBPT        | 1:32,215 | 1:32,166            | 1:32,268 | 10               |
| 11                       | 1     | Max Verstappen   | Red Bull Racing-Honda RBPT   | 1:32,398 | 1:32,173            | –        | 11               |
| 12                       | 10    | Pierre Gasly     | Alpine-Renault               | 1:32,452 | 1:32,274            | –        | 12               |
| 13                       | 11    | Sergio Pérez     | Red Bull Racing-Honda RBPT   | 1:32,099 | 1:32,310            | –        | 13               |
| 14                       | 23    | Alexander Albon  | Williams-Mercedes            | 1:32,668 | 1:33,719            | –        | 14               |
| 15                       | 22    | Yuki Tsunoda     | AlphaTauri-Honda RBPT        | 1:31,991 | Không lập thời gian | –        | 15               |
| 16                       | 77    | Valtteri Bottas  | Alfa Romeo-Ferrari           | 1:32,809 | –                   | –        | 16               |
| 17                       | 81    | Oscar Piastri    | McLaren-Mercedes             | 1:32,902 | –                   | –        | 17               |
| 18                       | 2     | Logan Sargeant   | Williams-Mercedes            | 1:33,252 | –                   | –        | 18               |
| 19                       | 24    | Chu Quán Vũ      | Alfa Romeo-Ferrari           | 1:33,258 | –                   | –        | Làn pit1         |
| 20                       | 18    | Lance Stroll     | Aston Martin Aramco-Mercedes | 1:33,397 | –                   | –        | —2               |
| Thời gian 107%: 1:38,430 |       |                  |                              |          |                     |          |                  |

Chú thích:
- ^1  – Chu Quán Vũ vượt qua vòng phân hạng ở vị trí thứ 19, nhưng anh buộc phải bắt đầu cuộc đua từ làn pit vì các thành phần mới đã được thay đổi mà không có sự chấp thuận của đại biểu kỹ thuật trong parc fermé.[17]
- ^2  – Lance Stroll vượt qua vòng phân hạng ở vị trí thứ 20, nhưng anh đã rút lui khỏi cuộc đua sau cú va chạm với rào chắn. Do vậy, vị trí xuất phát của anh trên đường thẳng xuất phát đã bị bỏ trống.[18]

### Cuộc đua
| Vị trí                                                                         | Số xe | Tay đua          | Đội đua                      | Số vòng | Thời gian/ Bỏ cuộc | Vị trí xuất phát | Số điểm |
| ------------------------------------------------------------------------------ | ----- | ---------------- | ---------------------------- | ------- | ------------------ | ---------------- | ------- |
| 1                                                                              | 55    | Carlos Sainz Jr. | Ferrari                      | 62      | 1:46:37,418        | 1                | 25      |
| 2                                                                              | 4     | Lando Norris     | McLaren-Mercedes             | 62      | + 0,812            | 4                | 18      |
| 3                                                                              | 44    | Lewis Hamilton   | Mercedes                     | 62      | + 1,269            | 5                | 161     |
| 4                                                                              | 16    | Charles Leclerc  | Ferrari                      | 62      | + 21,177           | 3                | 12      |
| 5                                                                              | 1     | Max Verstappen   | Red Bull Racing-Honda RBPT   | 62      | + 21,441           | 11               | 10      |
| 6                                                                              | 10    | Pierre Gasly     | Alpine-Renault               | 62      | + 38,441           | 12               | 8       |
| 7                                                                              | 81    | Oscar Piastri    | McLaren-Mercedes             | 62      | + 41,479           | 17               | 6       |
| 8                                                                              | 11    | Sergio Pérez     | Red Bull Racing-Honda RBPT   | 62      | + 59,5342          | 13               | 4       |
| 9                                                                              | 40    | Liam Lawson      | AlphaTauri-Honda RBPT        | 62      | + 1:05,918         | 10               | 2       |
| 10                                                                             | 20    | Kevin Magnussen  | Haas-Ferrari                 | 62      | + 1:12,116         | 6                | 1       |
| 11                                                                             | 23    | Alexander Albon  | Williams-Mercedes            | 62      | + 1:13,417         | 14               |         |
| 12                                                                             | 24    | Chu Quán Vũ      | Alfa Romeo-Ferrari           | 62      | + 1:23,649         | Làn pit          |         |
| 13                                                                             | 27    | Nico Hülkenberg  | Haas-Ferrari                 | 62      | + 1:26,201         | 9                |         |
| 14                                                                             | 2     | Logan Sargeant   | Williams-Mercedes            | 62      | + 1:26,889         | 18               |         |
| 15                                                                             | 14    | Fernando Alonso  | Aston Martin Aramco-Mercedes | 62      | + 1:27,603         | 7                |         |
| 163                                                                            | 63    | George Russell   | Mercedes                     | 61      | Tai nạn            | 2                |         |
| Bỏ cuộc                                                                        | 77    | Valtteri Bottas  | Alfa Romeo-Ferrari           | 51      | Thủy lực           | 16               |         |
| Bỏ cuộc                                                                        | 31    | Esteban Ocon     | Alpine-Renault               | 42      | Động cơ            | 8                |         |
| Bỏ cuộc                                                                        | 22    | Yuki Tsunoda     | AlphaTauri-Honda RBPT        | 0       | Thủng lốp          | 15               |         |
| Rút lui                                                                        | 18    | Lance Stroll     | Aston Martin Aramco-Mercedes | 0       | Bỏ cuộc            | –4               |         |
| Vòng đua nhanh nhất: Lewis Hamilton (Mercedes) – 1:35.867 (vòng đua thứ 47)    |       |                  |                              |         |                    |                  |         |
| Tay đua xuất sắc nhất cuộc đua: Carlos Sainz Jr. (Ferrari), 21,2% số phiếu bầu |       |                  |                              |         |                    |                  |         |

Chú thích:
- ^1  – Bao gồm một điểm cho vòng đua nhanh nhất.[20]
- ^2  – Sergio Pérez nhận một án phạt 5 giây vì gây ra vụ va chạm với Alexander Albon. Vị trí về đích của anh không bị thay đổi.[21]
- ^3  – George Russell được xếp hạng vì đã hoàn thành hơn 90% của cuộc đua.[21]
- ^4  – Lance Stroll đã không tham gia cuộc đua sau cú va chạm với hàng rào trong vòng phân hạng. Do vậy, vị trí xuất phát của anh trên đường thẳng xuất phát đã bị bỏ trống.[18]

## Bảng xếp hạng sau cuộc đua

### Bảng xếp hạng các tay đua
| Vị trí | Tay đua          | Đội đua                      | Số điểm | Thay đổi vị trí |
| ------ | ---------------- | ---------------------------- | ------- | --------------- |
| 1      | Max Verstappen   | Red Bull Racing-Honda RBPT   | 374     | +/-0            |
| 2      | Sergio Pérez     | Red Bull Racing-Honda RBPT   | 223     | +/-0            |
| 3      | Lewis Hamilton   | Mercedes                     | 180     | 1               |
| 4      | Fernando Alonso  | Aston Martin Aramco-Mercedes | 170     | 1               |
| 5      | Carlos Sainz Jr. | Ferrari                      | 142     | +/-0            |
| 6      | Charles Leclerc  | Ferrari                      | 123     | +/-0            |
| 7      | George Russell   | Mercedes                     | 109     | +/-0            |
| 8      | Lando Norris     | McLaren-Mercedes             | 97      | +/-0            |
| 9      | Lance Stroll     | Aston Martin Aramco-Mercedes | 47      | +/-0            |
| 10     | Pierre Gasly     | Alpine-Renault               | 45      | +/-0            |

- Lưu ý: Chỉ có mười vị trí đứng đầu được liệt kê trong bảng xếp hạng này.

### Bảng xếp hạng các đội đua
| Vị trí | Đội đua                      | Số điểm | Thay đổi vị trí |
| ------ | ---------------------------- | ------- | --------------- |
| 1      | Red Bull Racing-Honda RBPT   | 597     | +/-0            |
| 2      | Mercedes                     | 289     | +/-0            |
| 3      | Ferrari                      | 265     | +/-0            |
| 4      | Aston Martin Aramco-Mercedes | 217     | +/-0            |
| 5      | McLaren-Mercedes             | 139     | +/-0            |
| 6      | Alpine-Renault               | 81      | +/-0            |
| 7      | Williams-Mercedes            | 21      | +/-0            |
| 8      | Haas-Ferrari                 | 12      | +/-0            |
| 9      | Alfa Romeo-Ferrari           | 10      | +/-0            |
| 10     | AlphaTauri-Honda RBPT        | 5       | +/-0            |